# Giovanni Stroppa
Giovanni Stroppa (ur. 24 stycznia 1968 w Mulazzano) – włoski piłkarz występujący na pozycji ofensywnego pomocnika, czterokrotny reprezentant Włoch.

## Kariera
Stroppa rozpoczynał karierę w młodzieżowych drużynach A.C. Milan. W latach 1987–1989 grał na zasadzie wypożyczenia w klubie A.C. Monza. Wrócił do AC Milan w 1989 roku, gdzie wygrał Puchar Europy i Puchar Interkontynentalny w 1990 roku pod wodzą trenera Arrigo Sacchiego. W 1991 roku przeniósł się do stołecznego S.S. Lazio. W 1993 następnym przystankiem w karierze była U.S. Foggia słynąca wtedy ze spektakularnego stylu gry oraz trenera Zdenka Zemana. Po bardzo udanym sezonie w Foggii, zadebiutował we włoskiej drużynie narodowej oraz powrócił na jeden sezon do AC Milan. Następnie grał dwa sezony w Udinese Calcio, potem w Piacenzy Calcio, Brescii Calcio oraz Genoi CFC. Po dwóch sezonach w Serie B trafił do grającego w Serie C1 F.C. AlzanoCene 1909. Następnie grał w U.S. Avellino, po czym powrócił do Foggii. Karierę zakończył jesienią 2005 roku, po krótkim epizodzie w A.C. Chiari. Stroppa aktualnie jest pierwszym trenerem młodzieży w grupie trzynastolatków w AC Milan.
1. ↑  Transfermarkt, Aktualni trenerzy klubów Serie B [online], transfermarkt.pl, 19 lipca 2025 [dostęp 2025-07-19] (pol.).